# Woori Card Hansae Volleyball Club 2015-2016
Questa voce raccoglie le informazioni riguardanti il Woori Card Hansae Volleyball Club nelle competizioni ufficiali della stagione 2015-2016.

## Stagione
Il Woori Card Hansae Volleyball Club partecipa al suo settimo campionato di V-League, classificandosi al settimo e ultimo posto. 
In Coppa KOVO, invece, si aggiudica il primo trofeo della propria storia, sconfiggendo in finale gli OK Rush & Cash.

## Organigramma societario
Area direttiva
- Presidente: Yoo Gu-hyun

Area tecnica
- Allenatore: Kim Sang-woo
- Allenatore in seconda: Kim Ki-chung, Kim Tae-hyeon

## Rosa
| N° | Nome             | Ruolo | Data di nascita   | Nazionalità sportiva |
| -- | ---------------- | ----- | ----------------- | -------------------- |
| 1  | Park Jin-woo     | C     | 18 marzo 1990     | Corea del Sud        |
| 2  | Choi Jin-gui     | L     | 2 marzo 1993      | Corea del Sud        |
| 3  | An Jung-chan     | S     | 27 ottobre 1986   | Corea del Sud        |
| 4  | Jeong Min-su     | L     | 5 ottobre 1991    | Corea del Sud        |
| 5  | Kim Gwang-guk    | P     | 13 agosto 1987    | Corea del Sud        |
| 6  | Na Bok-gyeong    | S     | 8 aprile 1994     | Corea del Sud        |
| 7  | Kim Si-hun       | C     | 17 settembre 1987 | Corea del Sud        |
| 8  | Gundars Celitāns | O     | 14 giugno 1985    | Lettonia             |
| 8  | Aleksandr Buc    | O     | 10 agosto 1988    | Russia               |
| 9  | On Byeong-gwan   | P     | 22 agosto 1990    | Corea del Sud        |
| 10 | Lee Dong-seok    | S     | 11 marzo 1993     | Corea del Sud        |
| 11 | Choi Hong-suk    | S     | 26 giugno 1988    | Corea del Sud        |
| 12 | Lee Seung-hyun   | P     | 6 novembre 1986   | Corea del Sud        |
| 13 | Eom Gyeong-seop  | C     | 27 marzo 1985     | Corea del Sud        |
| 14 | Yong Dong-guk    | O     | 6 marzo 1993      | Corea del Sud        |
| 15 | Sin Eu-ddeum     | S     | 6 marzo 1987      | Corea del Sud        |
| 16 | Bak Yun-seong    | S     | 15 luglio 1990    | Corea del Sud        |
| 17 | Park Sang-ha     | C     | 4 aprile 1986     | Corea del Sud        |
| 18 | Kim Byeong-uk    | O     | 10 aprile 1993    | Corea del Sud        |
| 19 | Kim Dong-hoon    | P     | 2 ottobre 1993    | Corea del Sud        |
| 20 | Hwang Young-gwon | L     | 10 maggio 1993    | Corea del Sud        |

## Statistiche

### Statistiche di squadra
| Competizione | Punti | In casa | In casa | In casa | In trasferta | In trasferta | In trasferta | Totale | Totale | Totale |
| Competizione | Punti | G       | V       | P       | G            | V            | P            | G      | V      | P      |
| ------------ | ----- | ------- | ------- | ------- | ------------ | ------------ | ------------ | ------ | ------ | ------ |
| V-League     | 21    | 18      | 5       | 13      | 18           | 2            | 16           | 36     | 7      | 29     |
| Coppa KOVO   | -     | -       | -       | -       | -            | -            | -            | 5      | 3      | 2      |
| Totale       | -     | 18      | 5       | 13      | 18           | 2            | 16           | 41     | 10     | 31     |

G = partite giocate; V = partite vinte; P = partite perse

### Statistiche dei giocatori
| Giocatore   | Campionato | Campionato | Campionato | Campionato | Campionato | Coppa KOVO | Coppa KOVO | Coppa KOVO | Coppa KOVO | Coppa KOVO | Totale | Totale | Totale | Totale | Totale |
| Giocatore   | P          | PT         | AV         | MV         | BV         | P          | PT         | AV         | MV         | BV         | P      | PT     | AV     | MV     | BV     |
| ----------- | ---------- | ---------- | ---------- | ---------- | ---------- | ---------- | ---------- | ---------- | ---------- | ---------- | ------ | ------ | ------ | ------ | ------ |
| An J.c.     | 9          | 32         | 27         | 1          | 4          | -          | -          | -          | -          | -          | 9      | 32     | 27     | 1      | 4      |
| Bak Y.s.    | 12         | 2          | 2          | 0          | 0          | 2          | 7          | 7          | 0          | 0          | 14     | 9      | 9      | 0      | 0      |
| A. Buc      | 15         | 349        | 315        | 15         | 19         | -          | -          | -          | -          | -          | 15     | 349    | 315    | 15     | 19     |
| G. Celitāns | 17         | 321        | 285        | 23         | 13         | -          | -          | -          | -          | -          | 17     | 321    | 285    | 23     | 13     |
| Choi H.s.   | 34         | 421        | 383        | 29         | 9          | 5          | 121        | 108        | 10         | 3          | 39     | 542    | 491    | 39     | 12     |
| Choi J.g.   | 15         | 0          | 0          | 0          | 0          | 5          | 0          | 0          | 0          | 0          | 20     | 0      | 0      | 0      | 0      |
| Eom G.s.    | 17         | 8          | 6          | 2          | 0          | 4          | 32         | 22         | 10         | 0          | 21     | 40     | 28     | 12     | 0      |
| Hwang Y.g.  | 24         | 0          | 0          | 0          | 0          | -          | -          | -          | -          | -          | 24     | 0      | 0      | 0      | 0      |
| Jeong M.s.  | 36         | 0          | 0          | 0          | 0          | 5          | 0          | 0          | 0          | 0          | 41     | 0      | 0      | 0      | 0      |
| Kim B.u.    | 12         | 9          | 8          | 1          | 0          | -          | -          | -          | -          | -          | 12     | 9      | 8      | 1      | 0      |
| Kim D.h.    | 26         | 11         | 1          | 6          | 4          | -          | -          | -          | -          | -          | 26     | 11     | 1      | 6      | 4      |
| Kim G.g.    | 31         | 30         | 12         | 16         | 2          | 5          | 11         | 6          | 4          | 1          | 36     | 41     | 18     | 20     | 3      |
| Kim S.h.    | 21         | 11         | 8          | 2          | 1          | 0          | 0          | 0          | 0          | 0          | 21     | 11     | 8      | 2      | 1      |
| Lee D.s.    | 30         | 108        | 84         | 17         | 7          | 4          | 30         | 24         | 5          | 1          | 34     | 138    | 108    | 22     | 8      |
| Lee S.h.    | 29         | 24         | 6          | 9          | 9          | 2          | 1          | 0          | 1          | 0          | 31     | 25     | 6      | 10     | 9      |
| Na B.g.     | 32         | 196        | 167        | 17         | 12         | -          | -          | -          | -          | -          | 32     | 196    | 167    | 17     | 12     |
| On B.g.     | 26         | 0          | 0          | 0          | 0          | 5          | 0          | 0          | 0          | 0          | 31     | 0      | 0      | 0      | 0      |
| Park J.w.   | 36         | 207        | 123        | 66         | 18         | 5          | 43         | 23         | 14         | 6          | 41     | 250    | 146    | 80     | 24     |
| Park S.h.   | 34         | 219        | 131        | 86         | 2          | 5          | 13         | 8          | 4          | 1          | 39     | 232    | 139    | 90     | 3      |
| Sin E.d.    | 28         | 87         | 74         | 12         | 1          | 5          | 73         | 64         | 5          | 4          | 33     | 160    | 138    | 17     | 5      |
| Yong D.g.   | 0          | 0          | 0          | 0          | 0          | 2          | 14         | 12         | 2          | 0          | 2      | 14     | 12     | 2      | 0      |

P = presenze; PT = punti totali; AV = attacchi vincenti; MV = muri vincenti; BV = battute vincenti